# Георги Купов
Георги Петров Купов е български офицер, капитан I ранг, началник-щаб на Флота, преподавател във Военноморското училище и общественик, командир на торпедния миноносец „Дръзки“ спечелил първата голяма победа на съвременния Български Военнморски Флот с поражението, нанесено на турския крайцер „Хамидие“ през 1912 г.

## Биография
Георги Купов роден е във Варна на 18 октомври 1884 година в стар възрожденски род, един от клоновете на рода Паница, един от братовчедите на майка му е съратник на Васил Левски, а друг е участник в Ботевата чета.
В 1894 г., едва 14-годишен Георги Купов, постъпва в Морското училище и отива на обучение в Морския кадетски корпус в Санкт Петербург завършва го в 1905 г. Завръща се в България и започва службата се в Портовата рота на Черноморския флот. В 1906 – 1907 е възпитател и преподавател в Военноморското училище във Варна. Завършва едногодишния Минен офицерски клас в Морското инженерно училище „Император Николай I“ в Кронщад през октомври 1908 г. Мичман I ранг – 18 октомври 1908 г. и е назначен в портова рота на Морската минна отбрана. От ноември 1909 – май 1910 г. на служба в Минната част на Дунавската флотилия. В 1911 – 1915 г. преподава в Морското училище във Варна дисциплината „Електротехника“. Произведен в чин Лейтенант (дн. капитан-лейтенант) – 15 октомври 1912 г.
В Балканската война мичман Георги Купов, като временно изпълняващ длъжността командир на торпедоносеца „Дръзки“, печели първата значима българска военноморска победа в модерната ни история. След победите на българската войска в Одринска Тракия турската армия има остър недостиг на нова техника, боеприпаси и продоволствие. Тя получава такива от Австро-Унгария и Германия през пристанище Кюстенджа. От там конвои от египетски товарни параходи, охранявани от турски бойни кораби ги транспортират до Цариград. На 15 октомври 1912 г. командира на крайцера „Хамидие“ Хюсеин Рауф бей отправя ултиматум Варна и Балчик да се предадат или ще бъдат разрушени от неговата артилерия. В нощта на 7 срещу 8 ноември 1912 г. отряда състоящ се от торпедните миноносци „Летящи“, „Смели“, „Строги“ и „Дръзки“ командван от капитан втори ранг Димитър Добрев влиза в бой с турска ескадра от два антиторпедоносни кораба и крайцера „Хамидие“ на 30 мили югоизточно от Варна. Командвани от младия и смятан за неопитен офицер Георги Купов моряците от „Дръзки“ със смели и себеотрицателни маневри единствени успяват да торпилират турския крайцер. На пълен ход „Дръзки“ пресича курса на турския кораб, тръгва на контракурс и от близка дистанция 50 – 60 метра торпедистът мичман Минков точно изстрелва торпедо. Попадението е в носа на крайцера, пробойната е около 10 m². От взрива са убити 8 и ранени над 30 турски моряци и офицери. Огромният тежковъоръжен и ескортиран от два антиторпедоносни кораба турски крайцер е напълно поразен, полупотопен и изваден от военна употреба за дълго време и в крайна сметка е изведен от черноморския басейн и преместен в Йонийско и Бяло море. След поражението само тихото море спасява „Хамидие“ от потъване, полупотънал той е провлачен до Цариград със задницата (кърмата) напред, тъй като носовите отсеци са пълни с вода, която залива бака на кораба. В битката българските моряци дават само един ранен – подофицер-артилерист от „Смели“ и е пробит комина на „Дръзки“, който е автентично запазен и може да се види днес в кораба-музей. Тази българска победа силно ограничава турската военноморска активност в басейна на Черно море и предотвратява атаки на българските брегове.
В Балканската война той е най-младият командир на кораб. Участник във всички войни за национално обединение. По време Първата световна война (1915 – 1918) е командир на миноносец. „Дръзки“ (от 15 октомври 1915) е в подвижната минна отбрана на Черноморския флот. След като румънците са прогонени и на 1 септември е овладяно с. Кранево. На 5 септември 1916 г. през нощта миноносеците и три гребни лодки стоварват първият морски десант в новата ни история. Авангардният десантен отряд при Балчик е в състав 235 бойци, последван в следващите дни още 510 дебаркирали на брега при Балчик, Каварна, Калиакра. Те изненадват и побеждават силно превъжхождащият ги в жива сила, артилерия и кораби противник, овладяват крайбрежието с пристанищата и житните складове и добре подпомагат настъплението на Трета българска армия Добруджа. От 18 – 19 октомври 1916 г. Торпедните миноносците „Дръзки“, „Строги“, „Смели“ и „Летящи“ като отряд командван от капитан-лейтенант Рашко Серафимов поставят минно заграждение от 24 мини в набелязания воден район пред село Татлъджик южно от Кюстенджа. Така са възпрепятствани руските морски изтребители да достигнат позиции, удобни за обстрелване на българските войски. Пристанището на Кюстенджа с петролните и други складове е бомбардирано. На 16 октомври югозападно от Кюстенджа при село Первели морската пехота в състав – Първа портова рота, подсилена само от един картечен взвод от Осми приморски полк, води тежки боеве с неколкократно превъзхождащите я румънските войски. В сражението загиват офицерският кандидат Върбан Занчев, корабникът Злати Иванов, кандидат-подофицерите Щерион Александров, Димитър Събев, Стоян Ковачев, ефрейторите Методи Кирчев, Георги Брадев, Петър Каракашев и още 32-ма техни бойни другари. В боя при Первели българските матроси и морска пехота доказват, че еднакво успешно може да водят бой както на море, така и на суша. От декември 1917 г. до септември 1919 г. Георги Купов е началник-щаб на флота. След Ньойският договор когато българският военен флот е ликвидиран Георги Купов е командир на Дунавската стражева полицейска служба с командване в Русе. Излиза в запас на 14 август 1920 г.
След 1919 до 1933 е преподавател в Морско училище по астрономия и сферична тригонометрия, има и публикации като публицист, пише за списание „Морски сговор“. Участва активно в изграждането на Българското речно корабоплаване. С публикации в печата капитан II ранг Купов защитава правата на възпитаниците на Морското училище при заемането на различни длъжности в държавната администрация, свързани с морското стопанство на България. През Втората световна война, от 1 март 1941 г. до 30 септември 1944 г. Георги Купов ръководи Параходство „Българско речно плаване“ – БРП. Синът на капитана – мичман I ранг Воин Купов е един от освобождителите на Южна Добруджа, на 21 септември 1940 г. при десанта от парахода „Бургас“ в Балчик той предвожда знамето на Морското училище непосредствено преди знаменосеца. След преврата на 9 септември 1944 година капитан Георги Купов е арестуван, но по-късно е освободен и не е осъден. Кръстник е в 1951 г. на втория кораб на Военноморския ни флот, носител на името „Дръзки“ (стражевик пр.50 „Riga“).
В морската градина на Варна при Военноморският музей в е устроен музей на победоносния торпедоносец „Дръзки“, открит тържествено на 21 ноември 1957 г. от командващия ВМФ контраадмирал Бранимир Орманов, почетен гост на събитието е о.з. кап. II ранг Георги Купов.
Почива на 21 януари 1959 г. посмъртно е произведен в звание капитан първи ранг от военноморските сили на България. Погребан е в Централните софийски гробища, парцел № 30, ред 14, гроб №6.

## Паметта за капитан Георги Купов
Във Варна на него е наречена улица „Капитан I ранг Георги Купов“ в кв. Галата.
На 20 май 2006 г. на Военноморското училище във Варна и на 16.ноември 2007 г. на гроба му в София с военен ритуал-панихида под звуците на военноморския духов оркестър са открити паметници-барелефи на капитан I ранг Георги Купов, почетния караул е от матроси от фрегатата „Дръзки“. На церемонията присъствт командващият Генералния щаб ген. Златан Стойков, зам.-министърът на отбраната Симеон Николов, командващият ВМС Минко Кавалджиев, бригаден адмирал Георги Митев, капитан II ранг Панчо Панчев – командир на новия кораб „Дръзки“ и адмирал Добрев, дългогодишен командващ Военноморските сили на България и оглавил инициативата за паметника на Клуба на морските офицери от запаса и резерва в София и на клона на Съюза на възпитаниците на Морското училище в столицата, активно подкрепена от ВМС чрез командващия вицеадмирал Минко Кавалджиев и граждани на Русе, Бургас, Варна и София.

## Военни звания
- Мичман II ранг (21 февруари 1905)
- Мичман I ранг (15 октомври 1908)
- Капитан (15 октомври 1912)
- Капитан-лейтенант (16 март 1917)
- Капитан II ранг (2 ноември 1919)
- Капитан I ранг

## Награди
- Военен орден „За храброст“ IV степен, 2-ри клас
- Орден „Св. Александър“ IV степен с мечове по средата